# BitDefender
Bitdefender — румунська компанія Bitdefender SRL, розробляє і випускає антивіруси, фаєрволи і антиспамові рішення під маркою Bitdefender. Дані програми використовуються більш ніж в 150 країнах світу, і є особливо популярними в Німеччині та Франції. Згідно з офіційним сайтом, налічується близько 500 мільйонів індивідуальних і корпоративних користувачів.
Компанія пропонує свої рішення самому широкому колу клієнтів. Програмні продукти компанії доступні для різних операційних систем, включаючи Microsoft Windows, різні дистрибутиви Linux і FreeBSD. А також для мобільних пристроїв на базі iOS та Android — як для користувачів, так і для корпоративного захисту BYOD. Антивірусний захист для віртуальної інфраструктури підтримує практично будь-які платформи віртуалізації: VmWare, HyperV, Citrix, Linux, Nutanix, KVM, Red Hat та ін.
Станом на 2015 рік компанія займала 1-ше місце за кількістю проданих ліцензій на антивірусну технологію. Її антивірусний рушій (як основний або доповнення до інших) використовують такі компанії як Arcabit, Ashampoo, Auslogics, Avetix, Ca, Charityantivirus Aps, Chili Security, Emsisoft, Microworld Technologies, MysecurityCenter, Estsoft, F-Secure, G Data Software, Hauri, Iobit, Symantec, Norman, nprotect, Optenet, 360 Total Security, Roboscan, Surfright, Trustport, Wontok.

## Програмні продукти
Bitdefender Total Security включає: антивірус і антишпигун, антифішинг, файрвол Bitdefender, антиспам Bitdefender, батьківський контроль.
Bitdefender Internet Security
Це рішення для робочих станцій, що включає антивірус, файрвол, захист проти спаму і програм-шпигунів (spyware), а також механізми батьківського контролю.
Bitdefender Antivirus Plus (раніше — Bitdefender Professional Plus)
Подібний Bitdefender Internet Security включає антивірус, антиспамовий захист і файрвол. Однак модуль файрвол має менш гнучкі налаштування, а також в ньому відсутні механізми батьківського контролю.
Mcafee AntiSpyware
Mcafee AntiSpyware — засіб антишпигунського (antispyware) захисту, який не включає ніяких функцій антивіруса. Функціональні можливості цієї програми вбудовані в модуль антивіруса, який включається у всі інші продукти Bitdefender (крім Bitdefender Free Edition і Bitdefender Linux Edition).
Bitdefender Free Edition
Безкоштовна версія антивіруса Bitdefender - являє собою попередню версію антивірусного продукту. Ця версія включає антивірусний монітор, що забезпечує постійний захист від вірусів, а також вміє виявляти і видаляти програми-шпигуни (spyware). Даний продукт розроблений для постійного використання в якості альтернативи багатьом платним антивірусіам.
Bitdefender Scanner для Unix
Програма призначена для сканування файлів за запитом і працює під управлінням різних версій Linux і FreeBSD, використовуючи той же антивірусний механізм, що й інші продукти компанії.
Bitdefender Mail Protection для Unix
Забезпечує захист трафіку електронної пошти від вірусів, spyware і спаму для різних поштових серверів, що працюють під управлінням ОС Linux і FreeBSD.
Bitdefender для Palm OS
Безкоштовний антивірус для кишенькових комп'ютерів під управлінням Palm OS. BitDefender для Palm OS сканує всі виконувані файли у внутрішній пам'яті пристрою і представляє звітну інформацію у вигляді списку. Антивірус має чорно-білий інтерфейс з низькою роздільною здатністю, що робить його придатним для використання на застарілих пристроях.
Bitdefender Trafficlight
Безкоштовний засіб (плагін) для захисту користувача від вебзагроз.